# Bischofsplatz (Dresden)
Der Bischofsplatz ist ein Platz im Dresdner Stadtteil Leipziger Vorstadt, zwischen Scheunenhof- und Hechtviertel. Er ist ein „markanter, stadtbildprägender Bereich“.

## Lage
Der Platz befindet sich zwischen dem nördlich angrenzenden Hechtviertel und dem westlich des Platzes gelegenen Scheunenhofviertel. Über den Bischofsplatz führt die Bahnstrecke Leipzig–Dresden/Bahnstrecke Pirna–Coswig. Östlich mündet der Bischofsweg ein, westlich die Fritz-Reuter- und die Conradstraße, nördlich die Rudolf-Leonhardt- und die Hechtstraße sowie südlich die Erlenstraße. Der Innere Neustädter Friedhof ist südlich gelegen.

## Geschichte
Die Straßengabelung am westlichen Ende des Bischofsweges erhielt 1892 den Namen Bischofsplatz. Der Name leitet sich von dem mittelalterlichen Bischofsweg zwischen Meißen und Stolpen ab.
Im Jahr 1926 eröffnete am Bischofsplatz 4 das von Martin Pietzsch geplante Kino TeBe mit 500 Plätzen, das später auch als T.B.-Lichtspiele oder Theater am Bischofsplatz bezeichnet wurde und bis Ende der 1960er Jahre geöffnet war. Im Zweiten Weltkrieg wurde der Bischofsplatz nicht zerstört, wodurch er seinen Charakter als typisches Arbeiterviertel der Gründerzeit bewahren konnte. Kurt Maetzig drehte hier deswegen 1954 Szenen für seinen Film Ernst Thälmann – Sohn seiner Klasse.
Der Platz wurde im Jahr 2012 im Rahmen eines Stadtteilentwicklungsprojekts mit Hilfe des EFRE umfangreich neu gestaltet.

## Bauten

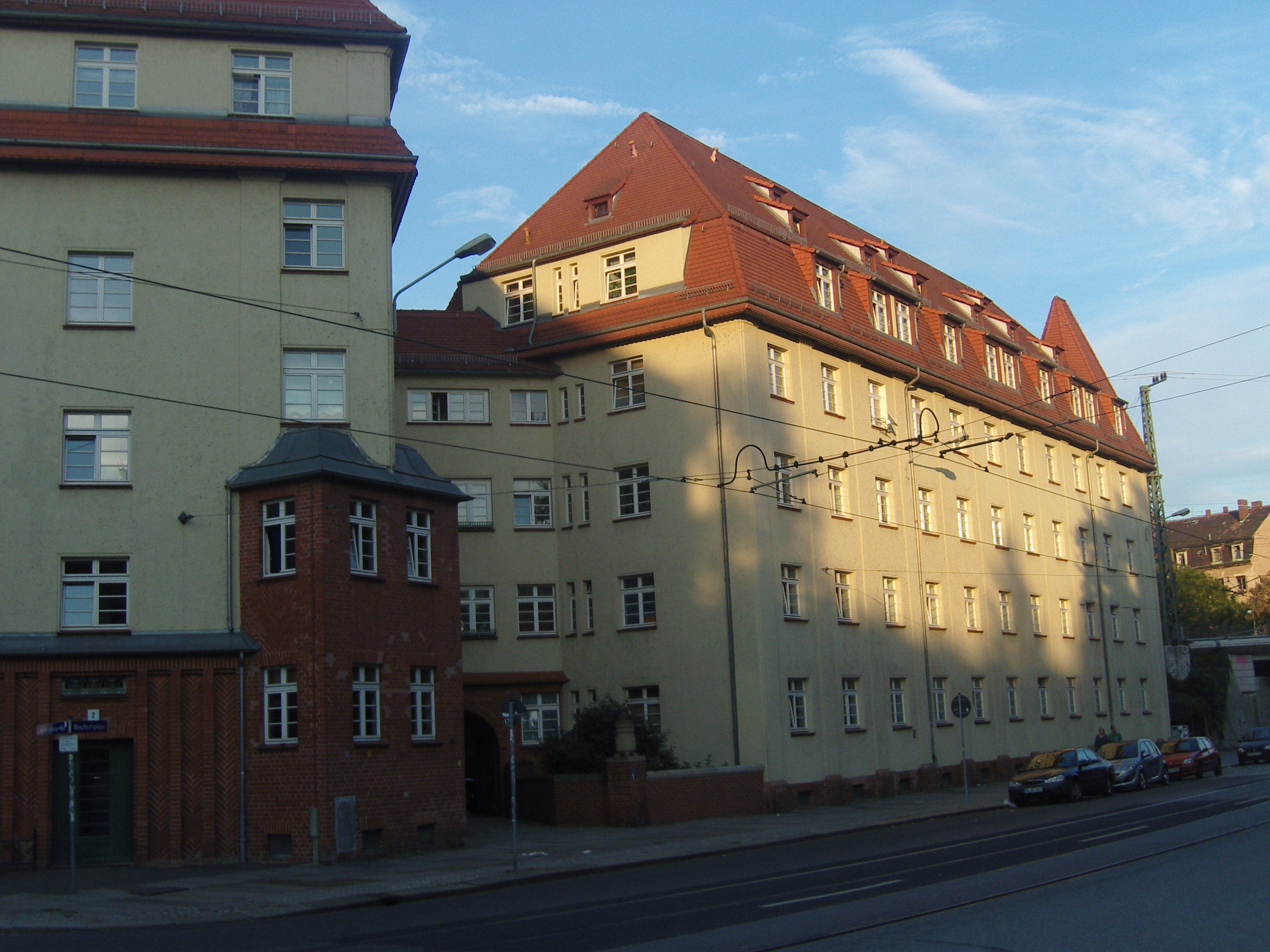
Römmler-Häuser am Bischofsplatz

Die Römmler-Häuser (Bischofsplatz 12–16; nach dem Fotografen Emil Römmler (1842–1941; Verlag Römmler & Jonas), der für die Finanzierung sorgte) sowie das Mietshaus Bischofsplatz 4 sind denkmalgeschützt (vgl. Liste der Kulturdenkmale in der Neustadt).

## Verkehr
Der Platz ist über eine gleichnamige Haltestelle an das Dresdner Straßenbahnnetz angebunden. Seit dem 20. März 2016 gibt es außerdem einen Haltepunkt der S-Bahn Dresden (Linie S1 Meißen–Schöna), über den der nahegelegene Bahnhof Dresden-Neustadt ohne Umwege mit dem öffentlichen Personennahverkehr erreichbar ist. 2017 wurden 2300 Einsteiger pro Tag am Haltepunkt gezählt.
Am Platz gibt es außerdem eine Carsharing-Station von TeilAuto.